# أنجيلا كاردوسو
أنجيلا كاردوسو (بالبرتغالية: Ângela Cardoso) مواليد 9 أبريل 1979، هي لاعبة كرة سلة أنغولية معتزلة. مثلت منتخب بلادها. شاركت في دورة الألعاب الأولمبية الصيفية سنة 2012. حققت المركز الأول في بطولة أمم أفريقيا لكرة السلة للسيدات 2011.

## سجل المنافسة
شاركت في المنافسات التالية:
- الألعاب الأولمبية الصيفية 2012
- بطولة أمم أفريقيا لكرة السلة للسيدات 2011
- بطولة أمم أفريقيا لكرة السلة للسيدات 2007
- بطولة أمم أفريقيا لكرة السلة للسيدات 2005

## الميداليات
| الميدالية | المسابقة                                  |
| --------- | ----------------------------------------- |
| ذهبية     | بطولة أمم أفريقيا لكرة السلة للسيدات 2011 |
| برونزية   | بطولة أمم أفريقيا لكرة السلة للسيدات 2007 |

## روابط خارجية
- أنجيلا كاردوسو على موقع الاتحاد الدولي لكرة السلة (الإنجليزية)
- أنجيلا كاردوسو على موقع كرة السلة الأوروبية.كوم (الإنجليزية)
- أنجيلا كاردوسو على موقع بروبوليرز (الإنجليزية)
- أنجيلا كاردوسو على موقع سبورتس رفرنس (الإنجليزية)
- أنجيلا كاردوسو على موقع اللجنة الأولمبية الدولية (الإنجليزية)
- أنجيلا كاردوسو على موقع أوليمبيديا (الإنجليزية)